# Australovenator
Australovenator wintonensis
Genre
Espèce
Australovenator, surnommé « Banjo » du nom du poète Banjo Patterson, est un genre fossile de dinosaures théropodes carnivores mis au jour en Australie dans le centre du Queensland. Il a été découvert dans la formation géologique de Winton datée du Cénomanien, premier étage du Crétacé supérieur, il y a environ 95 Ma (millions d'années)
Il a été décrit par Hocknull et ses collègues dans le journal en ligne PLoS One en 2009, en même temps que Diamantinasaurus et Wintonotitan, découverts sur le même site.
Une seule espèce est rattachée au genre : Australovenator wintonensis.

## Description

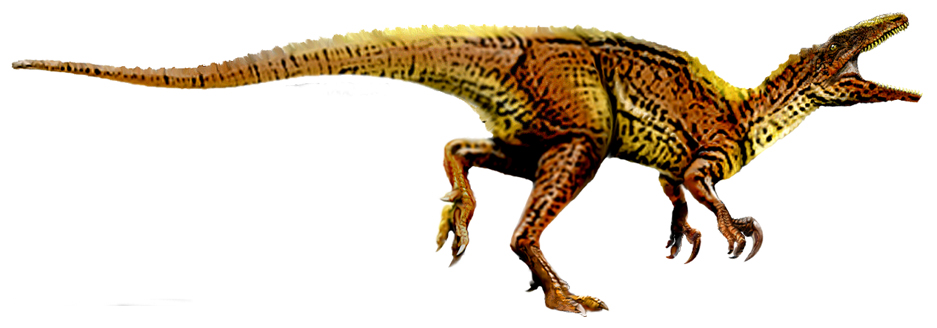
Vue d'artiste d'Australovenator wintonensis.

C'est un théropode de taille moyenne. D'après Scott A. Hocknull et ses collègues, il mesurait 6 mètres de long, 2 mètres de haut et pesait 500 kilos,.

## Liste d'espèces
Selon BioLib (28 octobre 2018) :
- Australovenator wintonensis Hocknull, White, Tischler, Cook, Calleja, Sloan & Elliot, 2009 †

## Classification
Le cladogramme présenté ici suit l'analyse phylogénétique originelle lors de « l'invention » de la famille en 2010 par Roger Benson, Paul Carrano et Steve Brusatte qui montre Australovenator comme très proche du genre australien Rapator et de Fukuiraptor au sein du clade des Megaraptora, lui même inclus dans la famille des Neovenatoridae : 
|  | Australovenator |
|  |                 |
|  | ? Rapator       |
|  |                 |
|  | Fukuiraptor     |
|  |                 |

|  | Aerosteon  |
|  |            |
|  | Megaraptor |
|  |            |

|  | Australovenator |
|  |                 |
|  | ? Rapator       |
|  |                 |
|  | Fukuiraptor     |
|  |                 |

|  | Aerosteon  |
|  |            |
|  | Megaraptor |
|  |            |

|  | Australovenator |
|  |                 |
|  | ? Rapator       |
|  |                 |
|  | Fukuiraptor     |
|  |                 |

|  | Aerosteon  |
|  |            |
|  | Megaraptor |
|  |            |

|  | Australovenator |
|  |                 |
|  | ? Rapator       |
|  |                 |
|  | Fukuiraptor     |
|  |                 |

|  | Aerosteon  |
|  |            |
|  | Megaraptor |
|  |            |

|  | Australovenator |
|  |                 |
|  | ? Rapator       |
|  |                 |
|  | Fukuiraptor     |
|  |                 |

|  | Aerosteon  |
|  |            |
|  | Megaraptor |
|  |            |

|  | Australovenator |
|  |                 |
|  | ? Rapator       |
|  |                 |
|  | Fukuiraptor     |
|  |                 |

|  | Aerosteon  |
|  |            |
|  | Megaraptor |
|  |            |

|  | Australovenator |
|  |                 |
|  | ? Rapator       |
|  |                 |
|  | Fukuiraptor     |
|  |                 |

|  | Aerosteon  |
|  |            |
|  | Megaraptor |
|  |            |

|  | Australovenator |
|  |                 |
|  | ? Rapator       |
|  |                 |
|  | Fukuiraptor     |
|  |                 |

|  | Aerosteon  |
|  |            |
|  | Megaraptor |
|  |            |

Il a été admis fin 2018 dans deux études que les Megaraptora étaient en réalité des Coelurosauria basaux ,. 

### Publication originale
- (en) Scott A. Hocknull, Matt A. White, Travis R. Tischler, Alex G. Cook, Naomi D. Calleja, Trish Sloan, David A. Elliott et Paul Sereno, « New Mid-Cretaceous (Latest Albian) Dinosaurs from Winton, Queensland, Australia », PLoS ONE, vol. 4, no 7,‎ 2009, e6190 (PMID 19584929, PMCID 2703565, DOI 10.1371/journal.pone.0006190, Bibcode 2009PLoSO...4.6190H).